# Héctor García Otero
Héctor García Otero   (Montevideo, 12 de juny de 1926 - Abans de 2004) fou un jugador de bàsquet uruguaià que va competir durant les dècades de 1940 i 1950.
El 1948 va prendre part en els Jocs Olímpics de Londres, on fou cinquè en la competició de bàsquet. Quatre anys més tard, als Jocs de Hèlsinki, guanyà la medalla de bronze en la mateixa competició. El 1956, a Melbourne, disputà els seus tercers, i darrers, Jocs Olímpics. En ells guanyà una nova medalla de bronze en la competició de bàsquet.
El 1954 fou sisè i el 1959 novè en el Campionat del món de bàsquet. El 1955 es proclamà campió sud-americà. A nivell de clubs jugà al Club Atlético Peñarol.